# كريستوفر بالارد
كريستوفر بالارد (بالإنجليزية: Christopher Ballard)‏ هو راكب الكنو بريطاني، ولد في 10 أكتوبر 1958.

## وصلات خارجية
- كريستوفر بالارد على موقع أوليمبيديا (الإنجليزية)
- كريستوفر بالارد على موقع اللجنة الأولمبية البريطانية (الإنجليزية)